# شبه‌جزیره ماگدالنا

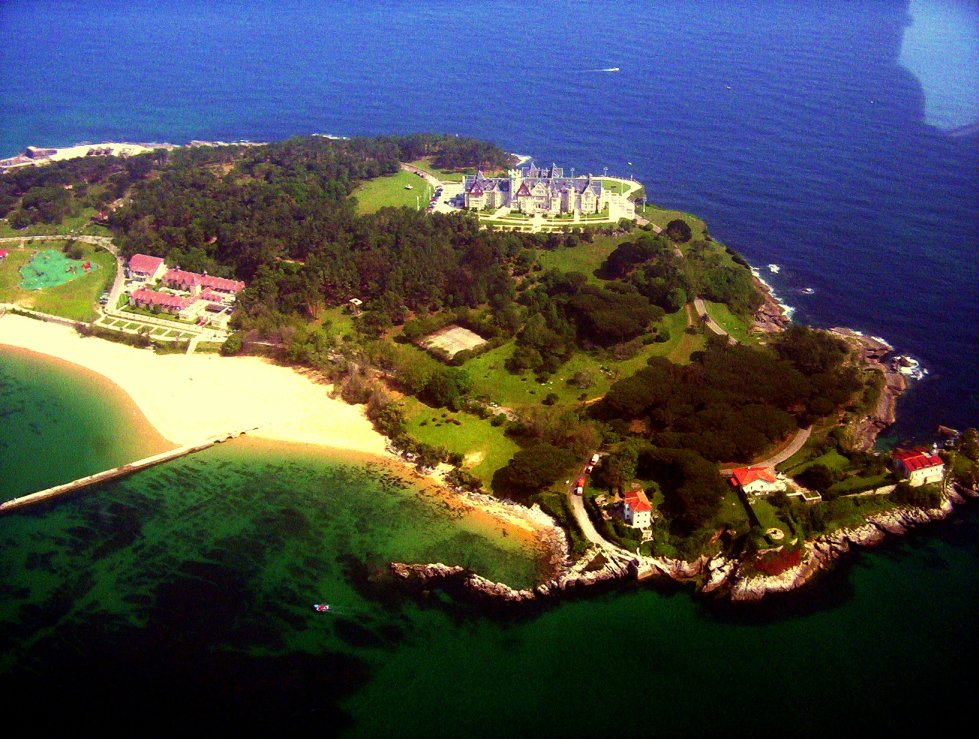
شبه‌جزیره ماگدالنا در اسپانیا از نمای دور.

شبه‌جزیره ماگدالنا (به اسپانیایی: Magdalena Peninsula) یک شبه‌جزیره ۲۸ هکتارینزدیک ورودی خلیج سانتاندر در سانتاندر است که در راستای ساحل شمالی اسپانیا کشیده شده‌است.
این منطقه از نظر گردشگری دارای اهمیت است، کاخ قدیمی پالاسیو د لا ماگدالنا به همراه باغ‌های پیرامونش یک میراث فرهنگی برای منطقه است. همچنین در این منطقه یک باغ وحش کوچک، سه گالئون، دو ساحل و یک فانوس دریایی قرار دارد.